# 本質拡大
数学、とくに加群論において、環 R と R-加群 M とその部分加群 N が与えられたとき、次の条件を満たすならば M は N の本質拡大（英: essential extension）（あるいは N は M の本質部分加群（英: essential submodule または 英: large submodule））と呼ばれる。M のすべての部分加群 H に対して
H ∩ N = 0 ならば H = 0.
特別な場合として、R の本質左イデアル（英: essential left ideal）は左加群 RR の部分加群として本質的な左イデアルである。そのような左イデアルは R の任意の 0 でない左イデアルと 0 でない共通部分をもつ。同様に、本質右イデアルは右 R 加群 RR の本質部分加群のことである。
本質部分加群の一般的な表記には次の2つがある。
N ⊆e M および {\displaystyle N\trianglelefteq M}.
本質部分加群の双対概念は余剰部分加群である。次の条件を満たすならば  N は M の余剰部分加群（英: superfluous submodule または 英: small submodule）と呼ばれる。 M のすべての部分加群 H に対して
N + H = M ならば H = M.
余剰部分加群の一般的な表記には次の2つがある。
N ⊆s M および {\displaystyle N\ll M}

## 性質
M を加群とし、K, N, H を M の部分加群で K ⊂ N とする。

### 本質部分加群
上で導入された表記の下で本質部分加群の基本的な性質をいくつか挙げる。
- 明らかに M は M の本質部分加群であり、0 でない加群 M の部分加群 0 は決して本質的でない。
- K ⊆e M であることと K ⊆e N かつ N ⊆e M であることは同値。
- K ∩ H ⊆e M であることと K ⊆e M かつ H ⊆e M であることは同値。
- M ≠ 0 がアルティン加群ならば soc(M) ⊆e M[2]。

ツォルンの補題を使って次の有益な事実を証明できる。
M の任意の部分加群 N に対してある部分加群 C が存在し
N ⊕ C ⊆e M.
さらに、真の本質拡大のない加群（つまり、加群が別の加群において本質的ならば後者は前者に等しい）は移入加群である。すべての加群 M は極大な本質拡大 E(M) をもつことが証明でき、M の移入包絡と呼ばれる。移入包絡は移入加群であり、同型を除いて一意的である。移入包絡は M を含む他のどんな移入加群も E(M) のコピーを含むという意味で極小でもある。

### 余剰部分加群
多くの基本的な性質は余剰部分加群にも双対化されるが、すべてではない。
- 明らかに 0 は M の余剰部分加群であり、0 でない加群 M の部分加群 M は決して余剰的ではない。
- N ⊆s M であることと K ⊆s M かつ N/K ⊆s M/K であることは同値。
- K + H ⊆s M であることと K ⊆s M かつ H ⊆s M であることは同値。
- M ≠ 0 がネーター加群ならば rad(M) ⊆s M[2]。

すべての加群は像が移入加群（移入包絡）において本質的であるような単射準同型によって写されるので、その双対命題が正しいか問うだろう。すなわち、すべての加群 M に対して射影加群 P と核が余剰的であるような P から M への全射準同型が存在するだろうか？（そのような P は射影被覆と呼ばれる。）答えは一般には「いいえ」であり、右加群が射影被覆をもつような環のクラスは右完全環のクラスである。

## 一般化
この定義は任意のアーベル圏 C に一般化できる。本質拡大とは単射 u : M → E であってすべての 0 でない部分対象 s : N → E に対してファイバー積 N ×E M ≠ 0 であるようなものである。